# Famoso (album)
Famoso è il quarto album in studio del rapper italiano Sfera Ebbasta, pubblicato il 20 novembre 2020 dalla Island Records e dalla Universal Music Group.

## Descrizione
Il disco si caratterizza per la partecipazione di svariati artisti e produttori musicali, tra cui Diplo, Future, J Balvin, Marracash e Steve Aoki. Come produttore esecutivo è stato scelto Charlie Charles, storico produttore di Sfera Ebbasta sin dagli esordi.

## Promozione
Il 9 ottobre 2020 Sfera Ebbasta ha pubblicato un trailer che mostra i diversi cambiamenti musicali della sua carriera, annunciando così l'uscita imminente del quarto album. In seguito, attraverso Instagram, il rapper ha rivelato sia la copertina che la lista tracce dell'album, ufficializzando la data di uscita al 20 novembre dello stesso anno. Il 19 ottobre annuncia l'uscita del docu-film omonimo, diretto da Pepsy Romanoff per Except, in esclusiva Amazon Prime Video, che percorre la sua carriera agli esordi con Charlie Charles, fino alla registrazione del nuovo album in studio, Famoso. Il 28 ottobre è stato presentato il primo singolo Bottiglie privè, che ha debuttato in vetta alla Top Singoli; il relativo videoclip è stato diffuso a partire dal 3 novembre attraverso il canale YouTube dell'artista. A distanza di due settimane il singolo è stato certificato disco d'oro dalla FIMI per le oltre 35 000 unità vendute.
Dal 16 novembre viene esposta al Museo di fotografia contemporanea di Cinisello Balsamo Famoso - A Visual Story, esposizione fotografica aperta gratuitamente a tutto il pubblico completamente dedicata al rapper. Il 19 novembre a Cinisello Balsamo è stata apposta una targa intitolata al rapper in una piazza del centro città, specificando che non si è trattato di una intitolazione ufficiale, ma di un allestimento temporaneo per promuovere l'uscita dell'album. Il giorno dell'uscita dell'album Sfera Ebbasta ha sia lanciato una collaborazione con KFC Italia, intitolata Famoso Menù, sia merchandise esclusivo con magliette, felpe, cappellini e bicchieri; nello stesso giorno Rolling Stone Italia ha distribuito un numero speciale cartaceo dedicato al rapper, con interviste e materiale inedito. Al fine di promuoverlo ulteriormente, il disco è apparso sui grattacieli di Times Square a New York e in varie città europee come Londra e Berlino.
Il 18 dicembre 2020 l'album è stato ripubblicato digitalmente con l'aggiunta dell'omonimo brano Famoso, originariamente scartato dall'artista in quanto non inizialmente in linea con la direzione generale del disco. Il 12 febbraio 2021 l'album viene ripubblicato con l'aggiunta del remix del brano Tik Tok contenente le nuove strofe di Paky e Geolier. Il 2 aprile 2021 viene reso disponibile il terzo singolo del disco, Hollywood, realizzato in collaborazione con Diplo.
Il 13 e 14 settembre 2021 Sfera Ebbasta ha presentato l'album per la prima volta dal vivo presso il Mediolanum Forum di Assago.

## Accoglienza
Famoso è stato accolto con recensioni miste da parte della critica specializzata, che lo ha lodato sulla sua visione internazionale, ma criticandolo dal lato dei testi, considerati cliché. Rockol si esprime sull'album dando un giudizio di 6,5/10, mentre Ondarock ha assegnato 5 stelle su 10, definendolo un disco di «tanto conformismo e altrettanta noia».
Rolling Stone Italia ha eletto Famoso il miglior disco italiano dell'anno.

## Tracce
Testi di Gionata Boschetti, eccetto dove indicato.

### Edizione standard
1. Bottiglie privè – 3:10 (musica: Paolo Alberto Monachetti, Massimo D'Ambra)
2. Abracadabra (feat. Future) – 3:13 (testo: Gionata Boschetti, Nayvadius Wilburn – musica: Paolo Alberto Monachetti, Umberto Odoguardi, Nicolò Scalabrin)
3. Baby (feat. J Balvin) – 3:14 (testo: Gionata Boschetti, J Balvin – musica: Sky Rompiendo, Paolo Alberto Monachetti)
4. Macarena (feat. Offset) – 2:38 (testo: Gionata Boschetti, Kiari Kendrell Cephus – musica: London Holmes, Paolo Alberto Monachetti)
5. Hollywood (feat. Diplo) – 3:12 (musica: Thomas Wesley Pentz, Paolo Alberto Monachetti)
6. Tik Tok (feat. Marracash & Gué Pequeno) – 3:50 (testo: Gionata Boschetti, Fabio Rizzo, Cosimo Fini – musica: Paolo Alberto Monachetti, Diego Vettraino)
7. Male – 2:42 (musica: Paolo Alberto Monachetti, Diego Vettraino)
8. Giovani re – 2:48 (musica: Paolo Alberto Monachetti, Umberto Odoguardi, Nicolò Scalabrin)
9. Gelosi – 3:04 (musica: Paolo Alberto Monachetti, Umberto Odoguardi)
10. 6 AM – 3:09 (musica: Paolo Alberto Monachetti, Umberto Odoguardi)
11. Salam Alaikum (feat. 7ARI & Steve Aoki) – 2:30 (testo: Gionata Boschetti, Soufiane Elhari – musica: Aussama Kahlaoui, Steve Aoki, Paolo Alberto Monachetti)
12. Gangang (feat. Lil Mosey) – 2:51 (musica: Paolo Alberto Monachetti, Diego Vettraino)
13. $€ Freestyle – 2:44 (musica: Paolo Alberto Monachetti, Umberto Odoguardi)

### Riedizione
1. Famoso – 2:19 (musica: Paolo Alberto Monachetti, Diego Vincenzo Vettraino, Umberto Odoguardi)
2. Bottiglie privè – 3:10 (musica: Paolo Alberto Monachetti, Massimo D'Ambra)
3. Abracadabra (feat. Future) – 3:13 (testo: Gionata Boschetti, Nayvadius Wilburn – musica: Paolo Alberto Monachetti, Umberto Odoguardi, Nicolò Scalabrin)
4. Baby (feat. J Balvin) – 3:14 (testo: Gionata Boschetti, J Balvin – musica: Sky Rompiendo, Paolo Alberto Monachetti)
5. Macarena (feat. Offset) – 2:38 (testo: Gionata Boschetti, Kiari Kendrell Cephus – musica: London Holmes, Paolo Alberto Monachetti)
6. Hollywood (feat. Diplo) – 3:12 (musica: Thomas Wesley Pentz, Paolo Alberto Monachetti)
7. Tik Tok (feat. Marracash & Gué Pequeno) – 3:50 (testo: Gionata Boschetti, Fabio Rizzo, Cosimo Fini – musica: Paolo Alberto Monachetti, Diego Vettraino)
8. Male – 2:42 (musica: Paolo Alberto Monachetti, Diego Vettraino)
9. Giovani re – 2:48 (musica: Paolo Alberto Monachetti, Umberto Odoguardi, Nicolò Scalabrin)
10. Gelosi – 3:04 (musica: Paolo Alberto Monachetti, Umberto Odoguardi)
11. 6 AM – 3:09 (musica: Paolo Alberto Monachetti, Umberto Odoguardi)
12. Salam Alaikum (feat. 7ARI & Steve Aoki) – 2:30 (testo: Gionata Boschetti, Soufiane Elhari – musica: Aussama Kahlaoui, Steve Aoki, Paolo Alberto Monachetti)
13. Gangang (feat. Lil Mosey) – 2:51 (musica: Paolo Alberto Monachetti, Diego Vettraino)
14. $€ Freestyle – 2:44 (musica: Paolo Alberto Monachetti, Umberto Odoguardi)
15. Tik Tok RMX (feat. Marracash, Gué Pequeno, Paky & Geolier) – 5:10 (testo: Gionata Boschetti, Fabio Rizzo, Cosimo Fini, Vincenzo Mattera, Emanuele Palumbo – musica: Paolo Alberto Monachetti, Diego Vettraino)
16. Triste (feat. Feid) – 3:22 (testo: Gionata Boschetti, Salomón Villada Hoyos – musica: Gionata Boschetti, Salomón Villada Hoyos)
17. Uhlala – 3:09 (musica: Paolo Alberto Monachetti)

## Formazione
Musicisti
- Sfera Ebbasta – voce
- Future – voce aggiuntiva (traccia 2)
- J Balvin – voce aggiuntiva (traccia 3)
- Offset – voce aggiuntiva (traccia 4)
- Gué Pequeno – voce aggiuntiva (traccia 6)
- Marracash – voce aggiuntiva (traccia 6)
- 7ARI – voce aggiuntiva (traccia 11)
- Lil Mosey – voce aggiuntiva (traccia 12)

Produzione
- Charlie Charles – produzione esecutiva, produzione (traccia 1)
- Frankindeed – missaggio
- Marco Zangirolami – mastering
- Junior K – produzione (tracce 2, 8-10)
- Sky Rompiendo – produzione (traccia 3)
- London on da Track – produzione (traccia 4)
- Diplo – produzione (traccia 5)
- ARYAY – produzione (traccia 5)
- Drillionaire – produzione (tracce 6, 7 e 12)
- Steve Aoki – produzione (traccia 11)
- Izi Noise – pre-produzione (traccia 11)
- Sfera Ebbasta – produzione (traccia 13)

## Successo commerciale
Famoso ha ottenuto un ottimo successo commerciale in madrepatria, totalizzando oltre 16 264 218 riproduzioni in streaming su Spotify nelle prime 24 ore e battendo così il record precedentemente detenuto da Machete Mixtape 4; tutti i brani del disco hanno inoltre occupato le prime 13 posizioni della classifica dei brani stilata dalla piattaforma. Il successo è stato tale anche al di fuori dell'Italia, in particolar modo grazie al secondo singolo Baby, entrato alla posizione 36 della classifica globale sempre stilata da Spotify. Inoltre l'album è stato certificato platino in una sola settimana per le oltre 50 000 copie vendute. Nonostante sia uscito il 20 novembre, è risultato il secondo album più venduto del 2020 secondo le classifiche stilate dalla FIMI.

## Classifiche

### Classifiche settimanali
| Classifica (2020) | Posizione massima |
| ----------------- | ----------------- |
| Belgio (Vallonia) | 49                |
| Francia           | 150               |
| Italia            | 1                 |
| Spagna            | 64                |
| Svizzera          | 10                |

### Classifiche di fine anno
| Classifica (2020) | Posizione |
| ----------------- | --------- |
| Italia            | 2         |
| Classifica (2021) | Posizione |
| Italia            | 9         |
| Classifica (2022) | Posizione |
| Italia            | 28        |
| Classifica (2023) | Posizione |
| Italia            | 34        |
| Classifica (2024) | Posizione |
| Italia            | 63        |